# Wohnhaus Am Landherrnamt 6

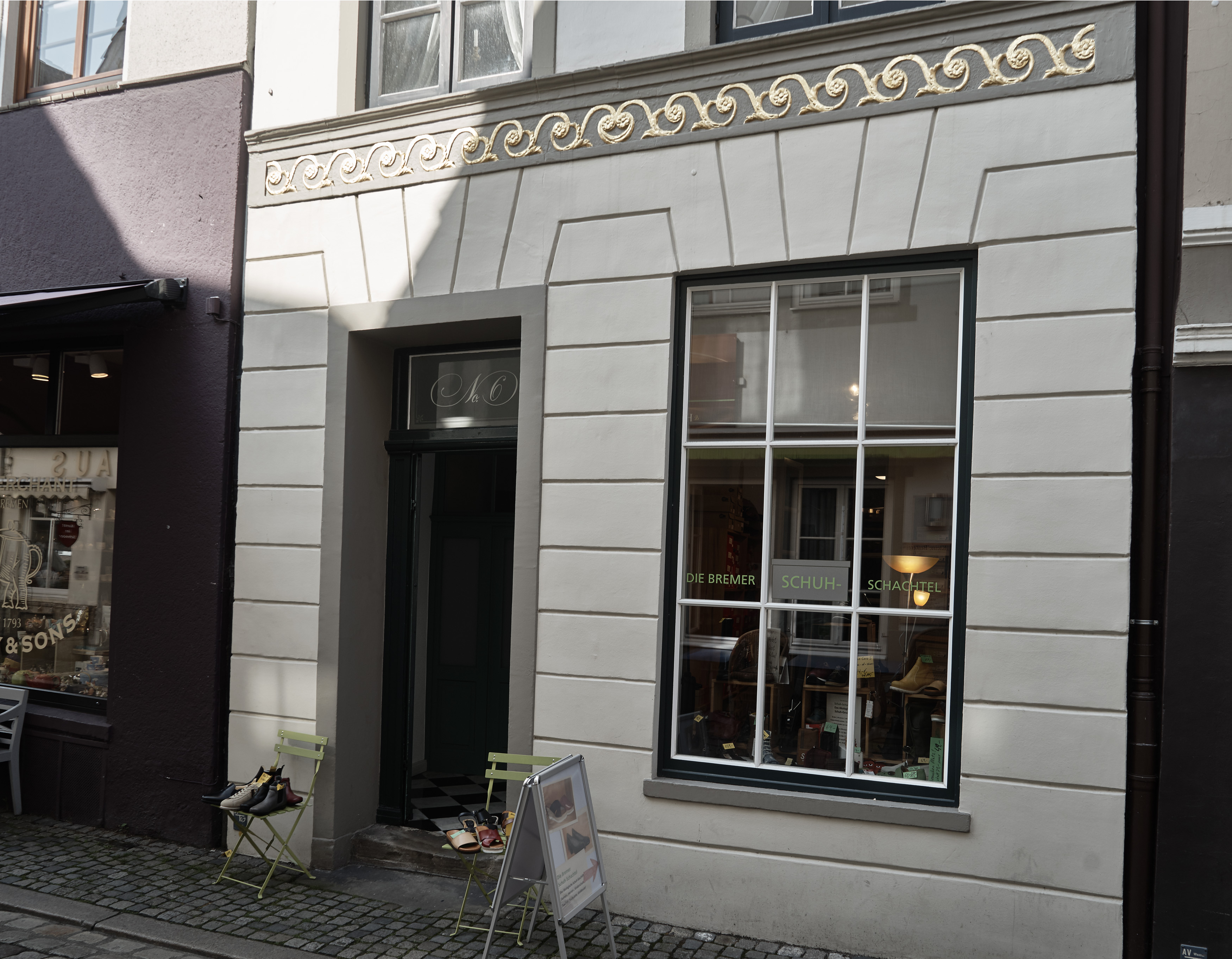
Am Landherrnamt 6

Das Wohnhaus Am Landherrnamt 6 befindet sich in Bremen, Stadtteil Mitte im  Schnoorviertel, Am Landherrnamt 6. Es entstand 1842 nach Plänen von Maurermeister Johann Ludwig Bartels.

Das Gebäude steht seit 1973 unter Bremer Denkmalschutz.

## Geschichte

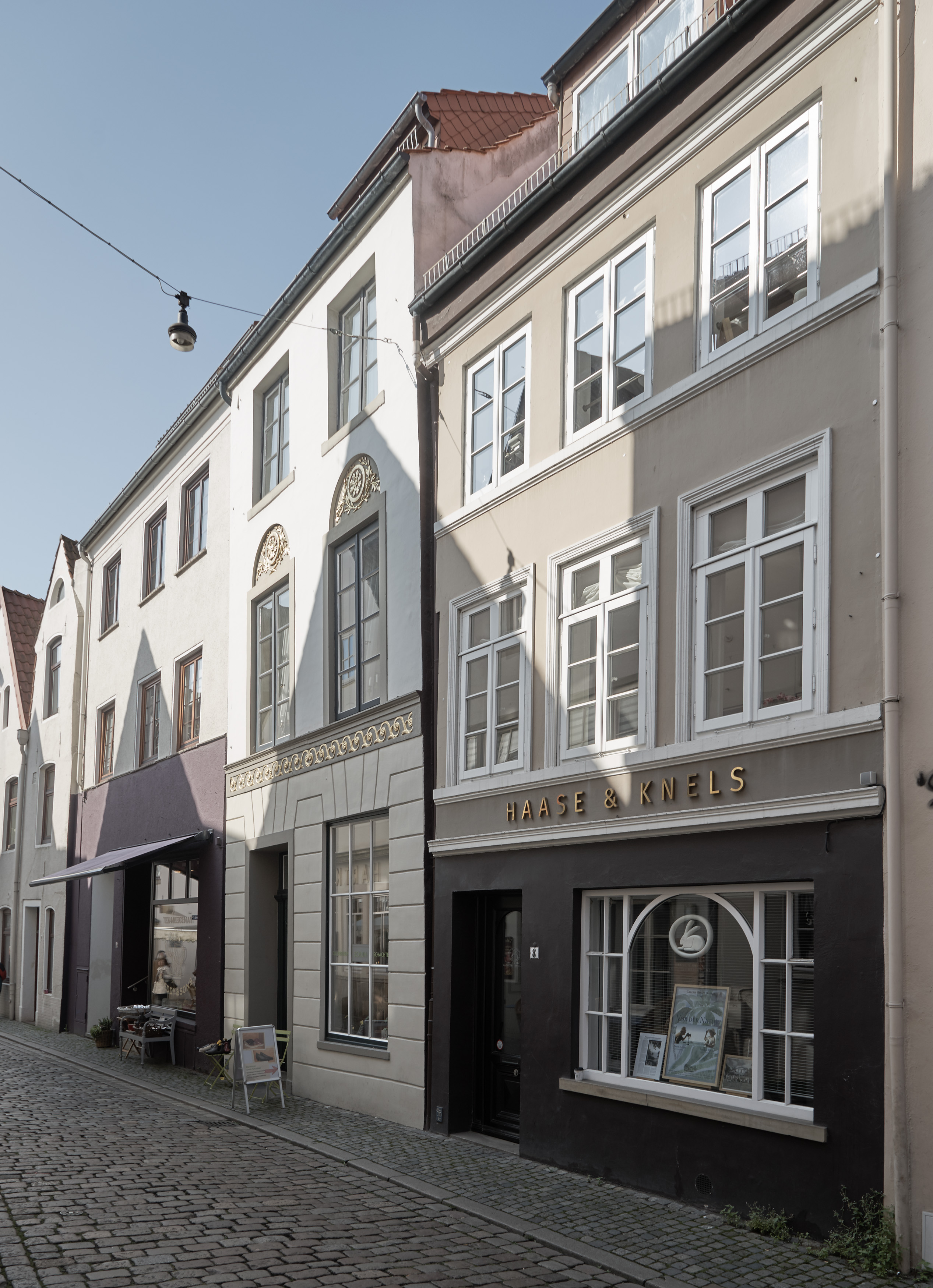
Am Landherrnamt 6–8

Die ursprüngliche Bevölkerung des Schnoors bestand überwiegend aus Flussfischern und Schiffern. In der Epoche des Klassizismus und des Historismus entstanden von um 1800 bis 1890 die meisten oft kleinen Gebäude. Im weiteren Verlauf wurde es zum Arme-Leute-Viertel, das in weiten Bereichen verfiel – vor allem nach dem Zweiten Weltkrieg.
1959 wurde von der Stadt ein Ortsstatut zum Schutz der erhaltenswerten Bausubstanz beschlossen. Die Häuser wurden dokumentiert und viele seit den 1970er Jahren unter Denkmalschutz gestellt. Ab den 1960er Jahren fanden mit Unterstützung der Stadt Sanierungen, Lückenschließungen und Umbauten im Schnoor statt.
Das dreigeschossige, verputzte, kleine Wohnhaus mit einem Satteldach, dem bossierten Sockelgeschoss und den Ornamenten über dem Erdgeschoss sowie den Fenstern wurde 1852 in der Epoche des Klassizismus für den Kaufmann Johann Andreas Gürtel gebaut.

Heute (2018) wird das Haus durch einen Schuhladen, eine Galerie und zum Wohnen genutzt.